# Wolf Sluyterman von Langeweyde
Wolf Sluyterman von Langeweyde (Pseudonym: Ernst von Mylau, * 21. Juni 1895 in Essen) war ein deutscher Schriftsteller.

## Leben
Wolf Sluyterman von Langeweyde war einer von neun Söhnen eines
aus den Niederlanden stammenden Bauingenieurs; einer von Wolf
Sluytermans Brüdern war der Künstler Georg Sluyterman von Langeweyde. Wolf Sluyterman von Langeweyde wirkte in den Zwanzigerjahren als Werbegrafiker. Nachdem er bereits in der Weimarer Republik Anhänger der NSDAP gewesen war, engagierte er sich während des NS-Herrschaft in der Kulturpolitik des nationalsozialistischen Regimes und war für die Reichsstelle zur Förderung des Deutschen Schrifttums und als Gauschrifttumsbeauftragter tätig. Daneben verfasste er Romane, Erzählungen, Satiren, Gedichte und Theaterstücke. Die während der Zeit des Nationalsozialismus erschienenen Schriften von Wolf Sluyterman von Langeweyde standen nach 1945 in der Sowjetzone und der DDR auf der "Liste der auszusondernden Literatur".

## Werke
- Das Künstlerplakat im modernen Schaufenster, Wien [u. a.] 1927
- Werbeschrift, Dortmund 1928
- Mensch ohne Maske, Potsdam 1933
- Gefreiter Schwaak, Leipzig 1935
- Kultur ist Dienst am Leben, Berlin 1939
- Die Herzen siegen, Berlin 1940
- ... überall die gleichen Tücken, Essen 1942
- Gelsenkirchen, Duisburg 1963 (unter dem Namen Ernst von Mylau, zusammen mit Rudolf Holtappel)
- Zwischen Tier und Übermensch, Heidelberg 1965